# 泰氏棘吻杜父魚
泰氏棘吻杜父魚，為輻鰭魚綱鮋形目杜父魚亞目杜父魚科的其中一種，為溫帶海水魚，分布於東北太平洋阿拉斯加至美國華盛頓州海域，棲息深度5-50公尺，本魚背部黃褐色，腹部淡色，體具4個深色的鞍狀斑，胸鰭與尾鰭鰭上有褐色橫帶，體長可達7.6公分，棲息在岩石附近沙底質海域，生活習性不明。